# Spooky's Day-Off
"Spooky's Day-Off" is een nummer van de Nederlandse band Swinging Soul Machine. Het verscheen op hun debuutalbum Through the Eye uit 1969. Op 20 januari van dat jaar werd het uitgebracht als de debuutsingle van de groep.

## Achtergrond
"Spooky's Day-Off" is geschreven door toetsenist Paul Vink en zanger Iwan Groeneveld en geproduceerd door Jaap Eggermont. De bandleden van Swinging Soul Machine waren destijds geen professionele muzikanten en hadden af en toe een vrije dag. Dit instrumentale nummer werd opgenomen op een dag waarop Groeneveld, wiens bijnaam "Spooky" was, niet in de studio aanwezig was, wat ook de titel verklaart. Het stond oorspronkelijk op de B-kant van de single "Nobody Wants You", maar kende uiteindelijk meer succes dan de A-kant.
"Spooky's Day-Off" groeide uit tot de grootste hit van de band. Het bereikte de tweede plaats in zowel de Top 40 als de Parool Top 20. Ter promotie van de single werd een clip opgenomen die door het televisieprogramma Toppop werd uitgezonden. In 1986 gebruikten MC Miker G & DJ Sven een sample uit het nummer in hun single "Celebration Rap".

## Hitnoteringen

### Nederlandse Top 40
| Hitnotering: 25-01-1969 t/m 26-04-1969 | Hitnotering: 25-01-1969 t/m 26-04-1969 | Hitnotering: 25-01-1969 t/m 26-04-1969 | Hitnotering: 25-01-1969 t/m 26-04-1969 | Hitnotering: 25-01-1969 t/m 26-04-1969 | Hitnotering: 25-01-1969 t/m 26-04-1969 | Hitnotering: 25-01-1969 t/m 26-04-1969 | Hitnotering: 25-01-1969 t/m 26-04-1969 | Hitnotering: 25-01-1969 t/m 26-04-1969 | Hitnotering: 25-01-1969 t/m 26-04-1969 | Hitnotering: 25-01-1969 t/m 26-04-1969 | Hitnotering: 25-01-1969 t/m 26-04-1969 | Hitnotering: 25-01-1969 t/m 26-04-1969 | Hitnotering: 25-01-1969 t/m 26-04-1969 | Hitnotering: 25-01-1969 t/m 26-04-1969 | Hitnotering: 25-01-1969 t/m 26-04-1969 |
| Week                                   | 1                                      | 2                                      | 3                                      | 4                                      | 5                                      | 6                                      | 7                                      | 8                                      | 9                                      | 10                                     | 11                                     | 12                                     | 13                                     | 14                                     |                                        |
| -------------------------------------- | -------------------------------------- | -------------------------------------- | -------------------------------------- | -------------------------------------- | -------------------------------------- | -------------------------------------- | -------------------------------------- | -------------------------------------- | -------------------------------------- | -------------------------------------- | -------------------------------------- | -------------------------------------- | -------------------------------------- | -------------------------------------- | -------------------------------------- |
| Nummer                                 | 29                                     | 19                                     | 10                                     | 7                                      | 3                                      | 2                                      | 2                                      | 2                                      | 4                                      | 7                                      | 8                                      | 14                                     | 26                                     | 34                                     | uit                                    |

### Parool Top 20
| Hitnotering: 01-02-1969 t/m 12-04-1969 | Hitnotering: 01-02-1969 t/m 12-04-1969 | Hitnotering: 01-02-1969 t/m 12-04-1969 | Hitnotering: 01-02-1969 t/m 12-04-1969 | Hitnotering: 01-02-1969 t/m 12-04-1969 | Hitnotering: 01-02-1969 t/m 12-04-1969 | Hitnotering: 01-02-1969 t/m 12-04-1969 | Hitnotering: 01-02-1969 t/m 12-04-1969 | Hitnotering: 01-02-1969 t/m 12-04-1969 | Hitnotering: 01-02-1969 t/m 12-04-1969 | Hitnotering: 01-02-1969 t/m 12-04-1969 | Hitnotering: 01-02-1969 t/m 12-04-1969 | Hitnotering: 01-02-1969 t/m 12-04-1969 |
| Week                                   | 1                                      | 2                                      | 3                                      | 4                                      | 5                                      | 6                                      | 7                                      | 8                                      | 9                                      | 10                                     | 11                                     |                                        |
| -------------------------------------- | -------------------------------------- | -------------------------------------- | -------------------------------------- | -------------------------------------- | -------------------------------------- | -------------------------------------- | -------------------------------------- | -------------------------------------- | -------------------------------------- | -------------------------------------- | -------------------------------------- | -------------------------------------- |
| Nummer                                 | 19                                     | 7                                      | 4                                      | 4                                      | 3                                      | 3                                      | 2                                      | 4                                      | 6                                      | 10                                     | 14                                     | uit                                    |

### NPO Radio 2 Top 2000
| Nummer met noteringen in de NPO Radio 2 Top 2000 | '99  | '00  | '01  | '02  | '03  |
| ------------------------------------------------ | ---- | ---- | ---- | ---- | ---- |
| Spooky's Day-Off                                 | 1540 | 1397 | 1245 | 1865 | 1769 |

1. ↑  Een vetgedrukt getal geeft de hoogste notering aan.
2. ↑  Deze tabel is bijgewerkt tot en met de laatste editie (2024).